# 육두구속
육두구속(肉荳蔲, 영어: Nutmeg)은 쌍떡잎식물 미나리아재비목 육두구과의 상록활엽 교목을 포함하는 속이다.

## 원산지
육두구속 식물은 본디 인도차이나에서 널리 재배되었다. 그러다가 동남아시아에서도 육두구를 조금씩 재배하게 되었다.

## 특징
- 잎은 긴 달걀형이며, 가장자리가 타 잎에 비해 꽤 두꺼운 편이다.
- 나무의 높이는 약 20m정도 되며, 열매의 크기는 지름 3~6cm정도 된다.